# Abaj
Abaj (kazašsky Абай) je okresní město v Kazachstánu s asi 28 tisíci obyvateli. Leží v Karagandské oblasti, 30 km jihozápadně od oblastního města Karaganda.

## Obyvatelstvo
V sovětském období zde výrazně převládalo ruské obyvatelstvo oproti kazašskému. Po získání nezávislosti Kazachstánů počet Rusů klesá.
V roce 2019 bylo ve městě 40,2 % Rusů, 39,53 % Kazachů, 5,4 % Ukrajinců, 3,67 % Tatarů a dále další národy.

## Historie
Město bylo založeno roku 1949 jako sídlo Šerubaj-Nura (kazašsky Шерубай-Нұра, rusky Чурубай-Нура). Současný název po kazašském básníkovi Abajovi Kunanbajuly platí od roku 1961.

## Hospodářství
Za dob SSSR zde byl silný dřevařský průmysl a průmysl spojený s těžbou černého uhlí. Ve městě a v okolí byly 4 velké doly. Po přechodu na tržní hospodářství a kolapsu SSSR byla většina velkých průmyslových podniků uzavřena a dodnes chátrá. Ze čtyř velkých dolů je v provozu jen jeden. Po výrobcích stavebního průmyslu, který zde v sovětských dobách byl rozšířen také není poptávka. 
Po roce 2000 se rozvíjí ve městě malé a střední podnikání. 

## Významní rodáci
- Olga Liová (* 1986), ruská novinářka a politička
- Serik Sapijev (* 1983), kazašský boxer

## Galerie

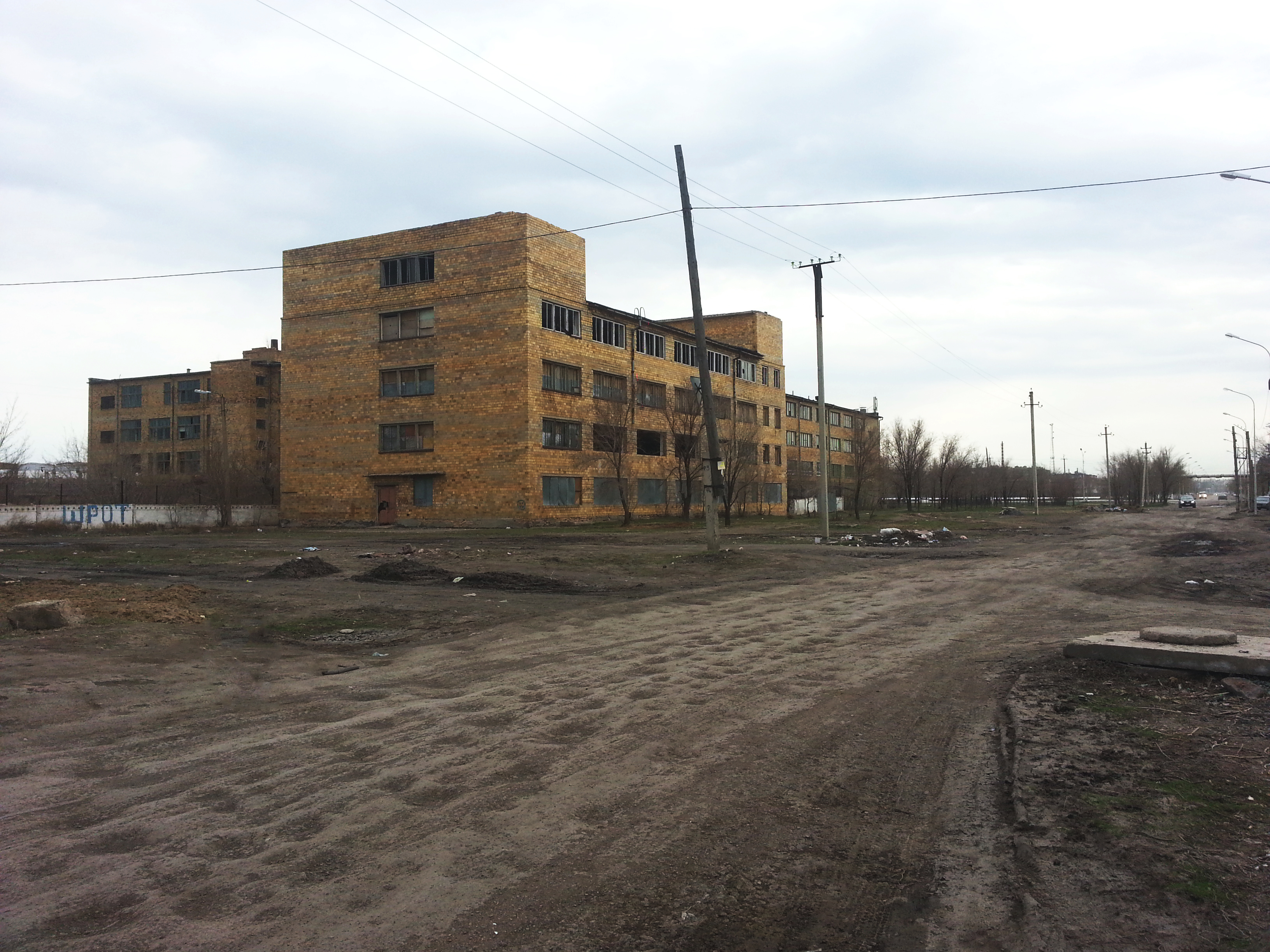
Textilka v provozu 2015